# Piet Legierse

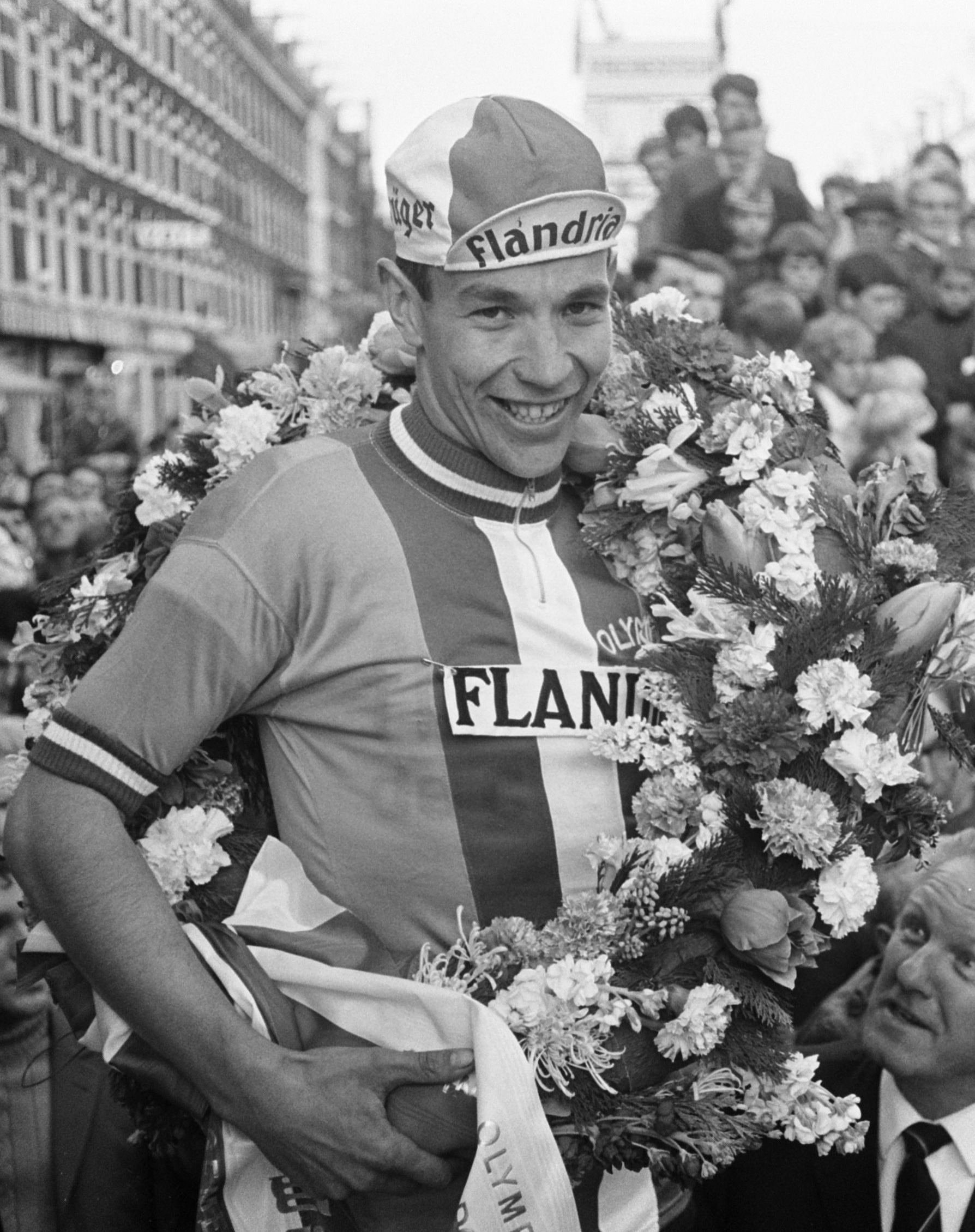
Piet Legierse

Petrus Antonius Aegidius Gerardus "Piet" Legierse (* 27 februari 1946 in Achthuizen, Zuid-Holland) is een voormalige Nederlandse fietser.

## Atletische carrière
In 1969 won hij als amateur in de Olympia's Tour voor Piet Van Der Kruys. In de Ronde van Polen wist hij een etappe te winnen. In het algemeen klassement kwam hij op de 11e plaats. Hij behaalde een dag succes in de Ronde van de provincie Luxemburg in 1970.
In 1973 begon hij in de Vredeskoers in het team van Nederland (met Evert Diepenveen, Cor Hoogedoom, Hermanus Lenferink, Cornelius Boersma en Henk Smits) en eindigde als 46e toen Ryszard Szurkowski de etappekoers won.